# Strada Statale 27 del Gran San Bernardo
Die Strada Statale 27 del Gran San Bernardo (SS27) (it.) bzw. Route nationale 27 du Grand-Saint-Bernard (RN27) (frz.) ist eine italienische Staatsstraße, die 1928 zwischen Aosta und dem Grossen Sankt Bernhard festgelegt wurde, wo sie Fortsetzung in der Hauptstrasse 21 findet. Sie geht zurück auf die 1923 auf gleichem Laufweg festgelegte Strada nazionale 38. Ihre Länge beträgt 34 Kilometer. Die SS 27 wurde in Aosta aus dem Stadtzentrum herausgenommen und verläuft durch zwei Tunnel nördlich und östlich am Ort vorbei. Auf dem halben Weg zum Pass zweigt die T2 zum Grosser-St.-Bernhard-Tunnel ab.